# Korol i Shut
Korol' i Shut (En ruso Король и Шут) (Rey y Bufón) es una banda rusa de punk del estilo de "horror punk", tomando como inspiración bandas como Misfits, y componiendo sus temas acerca de fábulas y cuentos medievales, además de mezclar otros estilos musicales como folk y rock. 

## Historia
Oriundos de la ciudad rusa de San Petersburgo, la banda se formó en 1988 bajo el nombre de Kontora (Контора), la agrupación cambiaría al nombre cambiaría de Korol i Shut en 1992. Los fundadores de la banda eran compañeros de la escuela en dicha ciudad. Ellos eran Mijail "Gorshok" Gorshenev (Михаил "Горшок" Горшенёв), Alexandr "Balu" Balunov (Александр "Балу" Балунов) y Alexandr "Porutchik" Tchigoliev (Александр "Поручик" Щиголев). Luego se les unió en 1990 como una segunda voz Andrei "Kniaz" Kniazev (Андрей "Князь" Князев), en 1996 tras la grabación del álbum "Akusticheskiy al'bom" (Акустический альбом) se incorporó al grupo Maria "Masha" Nefedova (Мария "Маша" Нефёдова) como violinista, y el guitarrista Yakov Zvirkunov (Яков Цвиркунов) en 1997.
La banda grabó por primera vez en un estudio semi profesional en 1991, su música poco a poco fue difundida por las radios locales y rápidamente iniciaron una serie de espectáculos por toda la ciudad de San Petersburgo. Desde 1993 su popularidad fue en aumento, lo que los llevó a dar sus primeros recitales en la capital, Moscú.
Su primer álbum, "Bud' kak doma putnik" (Будь как дома путник) fue realizado en 1994 con una tirada de copias relativamente baja, este fue reeditado y remasterizado en el año 2000. En 1996 consiguieron su primer gran reconocimiento, tanto en ventas como en el área musical rusa, con su álbum "Kamnem po golove" (Камнем по голове), luego fueron editados su primer disco en vivo, discos exitosos como "Geroi i zlodei" (Герои и злодеи) y "Kak v staroy skazke" (Как в старой сказке), además de un CD de grandes éxitos llamado "Sobranie" (Собрание).

## Álbumes
- 1996 Король и Шут (El Rey y El Bufón)
- 1996 Камнем по голове (Pedrada en la cabeza)
- 1999 Акустический альбом (Álbum acústico)
- 1999 Ели мясо мужики (Comían carne los hombres)
- 2000 Герои и злодеи (Héroes y villanos)
- 2000 Собрание (Reunión)
- 2000 Будь как дома, Путник (Éstate como en casa, viajero)
- 2001 Как в старой сказке (Como en un cuento de hadas)
- 2002 Жаль, нет ружья! (Lástima, no tengo arma)
- 2003 Мёртвый анархист (El Anarquista Muerto)
- 2004 Бунт на корабле (Motín en el barco)
- 2006 Продавец кошмаров (Vendedor de pesadillas)
- 2008 Тень Клоуна (La sombra del payaso)
- 2010 Театр Демона (Teatro del demonio)